# Chirnogi
Chirnogi é uma comuna romena localizada no distrito de Călăraşi, na região de Muntênia. A comuna possui uma área de 167.00 km² e sua população era de 7981 habitantes segundo o censo de 2007.